# A Hard Day's Night (filme)
A Hard Day's Night (bra: Os Reis do Iê-iê-iê; prt: Os Quatro Cabeleiras do Após-Calypso) é um filme de 1964 realizado pelo grupo de rock inglês The Beatles. Foi o primeiro filme realizado pelos Beatles e junto ao filme foi lançado um álbum com o mesmo nome. O cinema na época era grande divulgador de estrelas do rock. Inspirados em Elvis Presley, os Beatles viram no cinema mais uma maneira de promover sua música. O filme foi lançado em 6 de julho de 1964 e foi indicado a dois prêmios da academia de cinema, o Oscar. 

## Prêmios e indicações

George Harrison e Pattie Boyd, sua primeira esposa, em cena do filme.

### Prêmios
Las Vegas Film Critics Society
- Prêmio especial pela restauração da obra: 2002

### Indicações
Oscar
- Melhor Roteiro original: Alun Owen - 1965
- Melhor trilha sonora: George Martin - 1965

 BAFTA
- Melhores novos astros: The Beatles - 1964[5]

## Canções do filme
- "A Hard Day's Night"
- "I Should Have Known Better"
- "Can't Buy Me Love"
- "If I Fell"
- "And I Love Her''
- ''I'm Happy Just to Dance With You"
- "Ringo's Theme (This Boy)''
- "Tell Me Why"
- "Don't Bother Me"
- "I Wanna Be Your Man"
- "All My Loving"
- "She Loves You"